# 4-я отдельная армия ПВО
4-я отдельная Краснознамённая армия Противовоздушной обороны (4 ОКА ПВО) — оперативное объединение войск противовоздушной обороны СССР.

## История организационного строительства
- Уральский район ПВО[1][2] (с 01.01.1951 г.);
- Уральская армия ПВО[3] (с 14.06.1954 г.);
- 4-я отдельная армия ПВО[4] (с 10.04.1960 г.);
- 5-й отдельный корпус ПВО (с 10.06.1994 г.);
- 5-й отдельный корпус ВВС и ПВО (с 05.1998 г.);
- 5-я армия ВВС и ПВО (с 01.06.2001 г.).

## Формирование армии
4-я отдельная армия ПВО сформирована 10 апреля 1960 года на базе Уральской армии ПВО на основании Директивы Генерального штаба ВС СССР от 15 марта 1960 r. № орг/6/60886 и Директивы Главнокомандующего войсками ПВО страны от 24 марта 1960 г. № ому/1/454690.

## Расформирование армии
4-я отдельная армия ПВО в декабре 1994 года была реорганизована в 5-й отдельный корпус ПВО.

## Краткая история армии
Армия берет своё начало от сформированного во время Великой Отечественной войны 5-го корпуса ПВО. 28 декабря 1945 года 5-й корпус ПВО прибыл в Москву, где приступил к несению боевого дежурства по противовоздушной обороне столицы. В состав корпуса в то время входили 3 зенитные артиллерийские дивизии (12 зенитных артиллерийских полков), зенитная прожекторная бригада (3 зенитных прожекторных полка), бригада ВНОС (2 полка ВНОС), полк связи и полк аэростатов заграждения. С 7 июня 1946 года в командование корпусом вступил генерал-майор артиллерии Васильков Николай Корнилович.
На основании Директивы начальника Генерального Штаба Советской Армии от 7 декабря 1950 года № орг/3/397203 и Директивы начальника Главного Штаба войск ПВО от 9 декабря 1950 года № орг/1/655372 1 января 1951 года управление 5-го корпуса ПВО было переформировано в управление командующего войсками ПВО Уральского района II категории. Командующим был назначен Герой Советского Союза генерал-лейтенант Щеглов Афанасий Федорович, Членом Военного Совета полковник Лазарев Александр Павлович, начальником штаба — полковник Григорьев Михаил Михайлович.
В июне 1954 года в соответствии с решением Совета Министров СССР и ЦК КПСС вместо районов противовоздушной обороны в приграничной полосе и в глубине территории СССР восстанавливались оперативные объединения (округа и армии) и оперативно-тактические соединения (корпуса, дивизии ПВО), включавшие в свой состав все рода войск противовоздушной обороны. На основании Приказа Министра Обороны СССР от 14 июня 1954 года Уральский район ПВО II категории был реорганизован в Уральскую армию ПВО. К этому времени в составе армии было 2 зенитные артиллерийские дивизии (12 зенитных артиллерийских полков и 3 отдельных зенитно-артиллерийских дивизиона), 43-й истребительный авиационный корпус ПВО (2 истребительные авиационные дивизии — 6 истребительных авиационных полков), радиотехнический полк ВНОС, отдельный батальон связи и 2 отдельные роты связи, а также части и подразделения обеспечения.
На основании Директивы заместителя Министра Обороны СССР и Главнокомандующего Войсками ПВО страны от 24 марта 1960 года Уральская армия ПВО с 10 апреля 1960 года преобразована в 4-ю отдельную армию ПВО. В состав армии вошли 19-й и 20-й корпуса ПВО.
19-й корпус ПВО формируется в Челябинске. Командиром назначен полковник Савинов Федор Иванович, начальником политического отдела — полковник Челматкин Георгий Сергеевич, начальником штаба — генерал-майор авиации Цыганов Евгений Терентьевич. В составе корпуса вошли 28-я зенитная артиллерийская и 101-я истребительная авиационная дивизия.
20-й корпус ПВО формируется в Перми. Командиром назначен полковник Коломиец Михаил Маркович, начальником политотдела — полковник Ремизов Дмитрий Арсентьевич, начальником штаба — полковник Стучилов Александр Иванович. В своем составе корпус имел 87-ю истребительную авиационную дивизию и 77-ю зенитную артиллерийскую дивизию.
В 1963 году в Куйбышеве на базе расформированного 25-го отдельного корпуса ПВО создается 28-я дивизия ПВО, которая входит в состав 4-й отдельной армии ПВО. Командиром дивизии назначен полковник Коцько Иван Терентьевич. Вместе с ней в состав армии вошли 681-й истребительный авиационный полк ПВО (Йошкар-Ола) и 683-й истребительный авиационный полк ПВО (Бобровка).

### Преобразование армии
4-я отдельная армия ПВО в декабре 1994 года была преобразована в 5-й отдельный корпус ПВО.
В 1998 году в результате реформирования Вооруженных Сил Российской Федерации и создания на базе Войск ПВО и Военно-воздушных сил принципиально нового вида Вооруженных Сил Российской Федерации — в 5-й отдельный корпус Военно-воздушных сил и противовоздушной обороны (5-й отдельный корпус ВВС и ПВО).
В соответствии с Директивой Генерального штаба Вооруженных Сил Российской Федерации от 30 ноября 2000 года с 1 июня 2001 года управление 5-го отдельного корпуса ВВС и ПВО переформировано в управление 5-й Краснознаменной армии Военно-воздушных Сил и противовоздушной обороны. В состав объединения вошли новые части, расширился круг задач, стоящих перед личным составом.
В 2009 году части расформированной 5-й А ВВС и ПВО вошли в состав 2-го командования ВВС и ПВО и 4-го командования ВВС и ПВО.

### История наименований
- Уральский район ПВО[1][8];
- Уральская армия ПВО[9]
- 4-я отдельная армия ПВО[10]
- 4-я отдельная Краснознамённая армия ПВО[11]

В ВС России:
- 4-я отдельная Краснознамённая армия ПВО
- 5-й отдельный корпус ПВО (1994)
- 5-й отдельный корпус ВВС и ПВО (1998)
- 5-я армия ВВС и ПВО, войсковая часть 10866 (01.06.2001)

## Награды
- За успехи в боевой подготовке Указом Президиума Верховного Совета СССР от 22 февраля 1968 года орденами Красного Знамени были награждены 70-й гвардейский (Магнитогорск), 512-й (Пенза) и 736-й (Березники) зенитные ракетные полки, а 244-й гвардейский зенитный ракетный полк (Уфа) награждается Памятным Знаменем ЦК КПСС, Президиума Верховного Совета и Совета Министров СССР.
- 44-я радиотехническая бригада в 1972 году награждена Вымпелом Министра Обороны СССР «За мужество и воинскую доблесть».
- 534-й зенитный ракетный полк в 1973 году награждён Вымпелом Министра Обороны СССР «За мужество и воинскую доблесть».
- 764-й истребительный авиационный полк в 1977 году награждён Вымпелом Министра Обороны СССР «За мужество и воинскую доблесть».
- 4-я отдельная армия ПВО за большие заслуги, проявленные в боях по защите Отечества, успехи в боевой подготовке Указом Президиума Верховного Совета СССР от 15 января 1974 года награждена орденом Красного Знамени.

## Боевой состав армии
| - Управление, штаб, командный пункт (Свердловск); - УС (Свердловск); - 180-я отдельная транспортная авиационная эскадрилья (Свердловск /Арамиль/), в/ч 25883; - 19-й корпус ПВО (Челябинск); - 20-й корпус ПВО (Пермь). |

| - Управление, штаб, командный пункт (Свердловск); - УС (Свердловск); - 180-я отдельная транспортная авиационная эскадрилья (Свердловск /Арамиль/), в/ч 25883; - 19-й корпус ПВО (Челябинск); - 20-й корпус ПВО (Пермь); - 28-я дивизия ПВО (Куйбышев);. |

| - - Управление, штаб, командный пункт (Свердловск); - УС (Свердловск); - 180-я отдельная транспортная авиационная эскадрилья (Свердловск /Арамиль/), в/ч 25883; - 845-й учебный зенитно-ракетный полк (Верхняя Пышма, Свердловская обл.); - 19-й корпус ПВО (Челябинск); - 20-й корпус ПВО (Пермь); - 28-я дивизия ПВО (Куйбышев); |

| - Управление, штаб, командный пункт (Свердловск); - УС (Свердловск); - 180-я отдельная транспортная авиационная эскадрилья (Свердловск /Арамиль/), в/ч 25883;5883; - 845-й учебный зенитно-ракетный полк (Верхняя Пышма, Свердловская обл.); - 19-й корпус ПВО (Челябинск, 01.06.1988 г. переименован в 90-ю дивизию ПВО); - 20-й корпус ПВО (Пермь); - 28-я дивизия ПВО (Куйбышев); |

| - Управление, штаб, командный пункт (Свердловск); - УС (Свердловск); - 180-я отдельная транспортная авиационная эскадрилья (Свердловск /Арамиль/), в/ч 25883; - 845-й учебный зенитно-ракетный полк (Верхняя Пышма, Свердловская обл.); - 20-й корпус ПВО (Пермь); - 28-я дивизия ПВО (Куйбышев); - 90-я дивизия ПВО (Челябинск); |

## Командующие армией
- генерал-лейтенант Шафранов, Пётр Григорьевич (1954—1955)
- генерал-лейтенант Коршунов, Евгений Васильевич (1960—1963)
- генерал-лейтенант Гришков, Николай Калинникович (1963—1967)
- генерал-полковник Гуринов, Иван Михайлович (1967—1973)
- генерал-лейтенант Гончаров, Леонид Михайлович (1973—1977)
- генерал-лейтенант Хюпенен, Анатолий Иванович (1977—1981)
- генерал-лейтенант Судаков, Юрий Дмитриевич (1981—1982)
- генерал-лейтенант Царьков, Владимир Георгиевич (1982—1987)
- генерал-лейтенант Горшколепов, Владимир Борисович (1987—1990)
- генерал-лейтенант Тимофеев, Николай Петрович (1990—1995)

## Дислокация армии
- Штаб армии — Свердловск;
- Части и соединения — Башкирская АССР, Пермский край, Свердловская область, Кировская область, Куйбышевская область, Оренбургская область, Саратовская область, Тюменская область, Челябинская область.

## Инциденты
- 1 мая 1960 г. расчет 57-й зенитно-ракетной бригады уничтожили самолёт-разведчик США «Локхид-11-2», пилотируемый Фрэнсисом Гэри Пауэрсом.